# ヘンリー・ベインブリッジ・マッカーター
ヘンリー・ベインブリッジ・マッカーター（Henry Bainbridge McCarter、1864年7月5日 - 1942年11月20日）は、アメリカ合衆国のイラストレーター、画家である。ペンシルベニア美術アカデミーのイラストレーションのクラスなどで長く教えた。

## 略歴
ペンシルベニア州ノリスタウンで生まれた 。 1879年にペンシルベニア美術アカデミーに入学し、トマス・エイキンズらに学んだが、後にマッカーターはこの学校で学んだ5年間は無駄な時間であったと回想している 。1887年にパリに渡り、ピエール・ピュヴィス・ド・シャヴァンヌやレオン・ボナ、トーマス・アレキサンダー・ハリソンに学んだ。
パリではロートレックの版画からも影響を受けた。アメリカに帰国すると、ニューヨークに住み、イラストレーターになり、スクリブナーズ・マンスリーやハーパーズ・マガジンといったニューヨークの雑誌に挿絵を描いた。ガートルード・ホール(Gertrude Hall)が翻訳して出版されたポール・ヴェルレーヌの詩集の挿絵なども描いた。
アート・スチューデンツ・リーグ・オブ・ニューヨークで教え始め、1902年にペンシルベニア美術アカデミーの水彩画と新しく作られたイラストレーションのコースの教師に任じられ 、この仕事を40年間続け、1920年代になると水彩画や油彩画を描くことが多くなった。マッカーターのモダニズムのスタイルはフランクリン・C・ワトキンス(Franklin C. Watkins: 1894-1972)やチャールズ・デムス(1883-1935)、ノーマン・カートン(Norman Carton: 1908-1980)、アーサー・B・カールス(1882–1952)といった学生に影響をあたえた。 
ペンシルベニア美術アカデミーの定期展覧会や1904年のルイジアナ物産展の展覧会などで何度か賞を得た。ペンシルベニア美術アカデミーの展覧会の最優秀作の作者に贈られるテンプル金メダルの1938年の受賞者となった
ノリスタウンで76歳で亡くなった。結婚することは無かった。

## 作品

ポール・ヴェルレーヌの詩集の挿絵
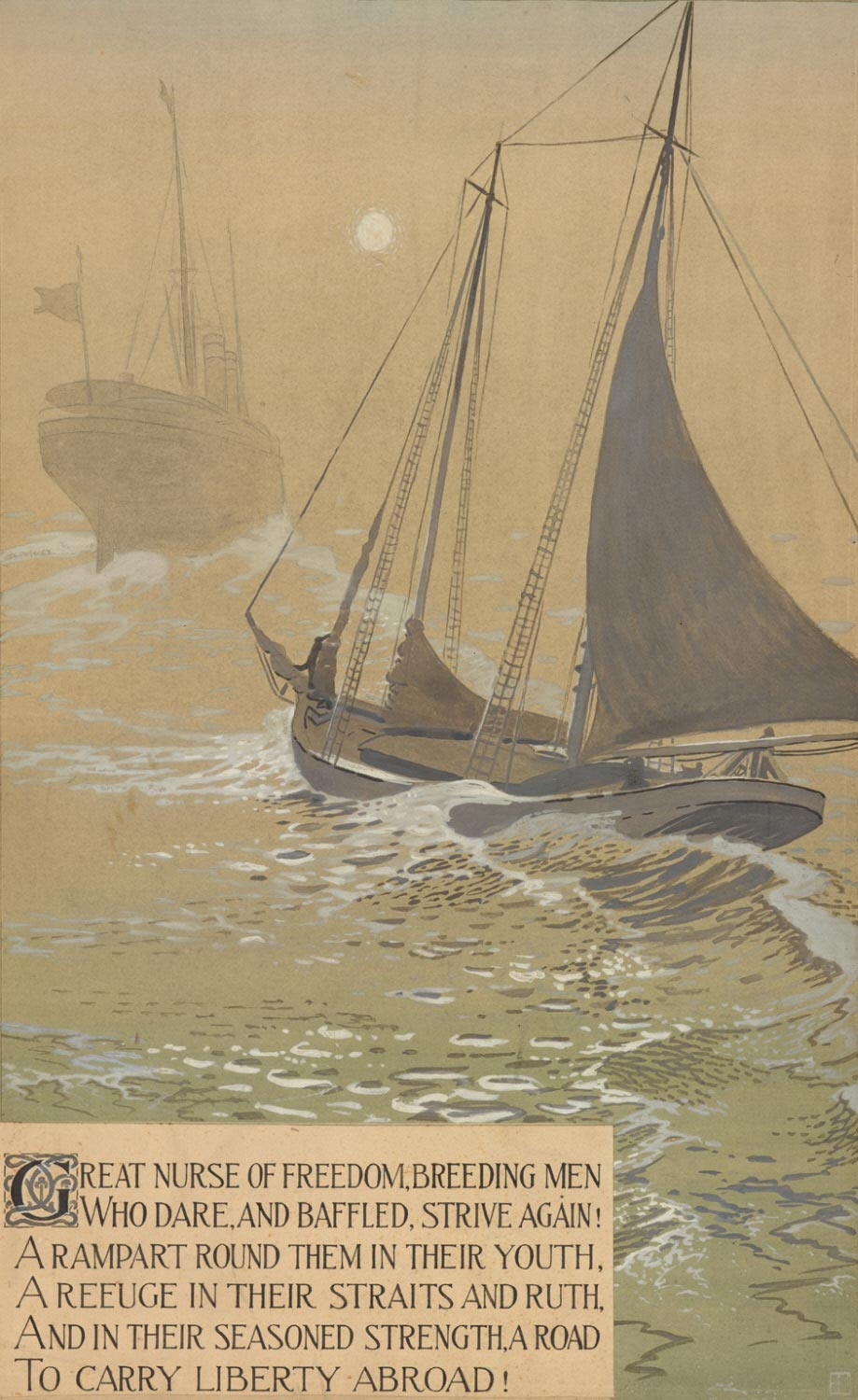
1898年のScribner's Magazineの挿絵
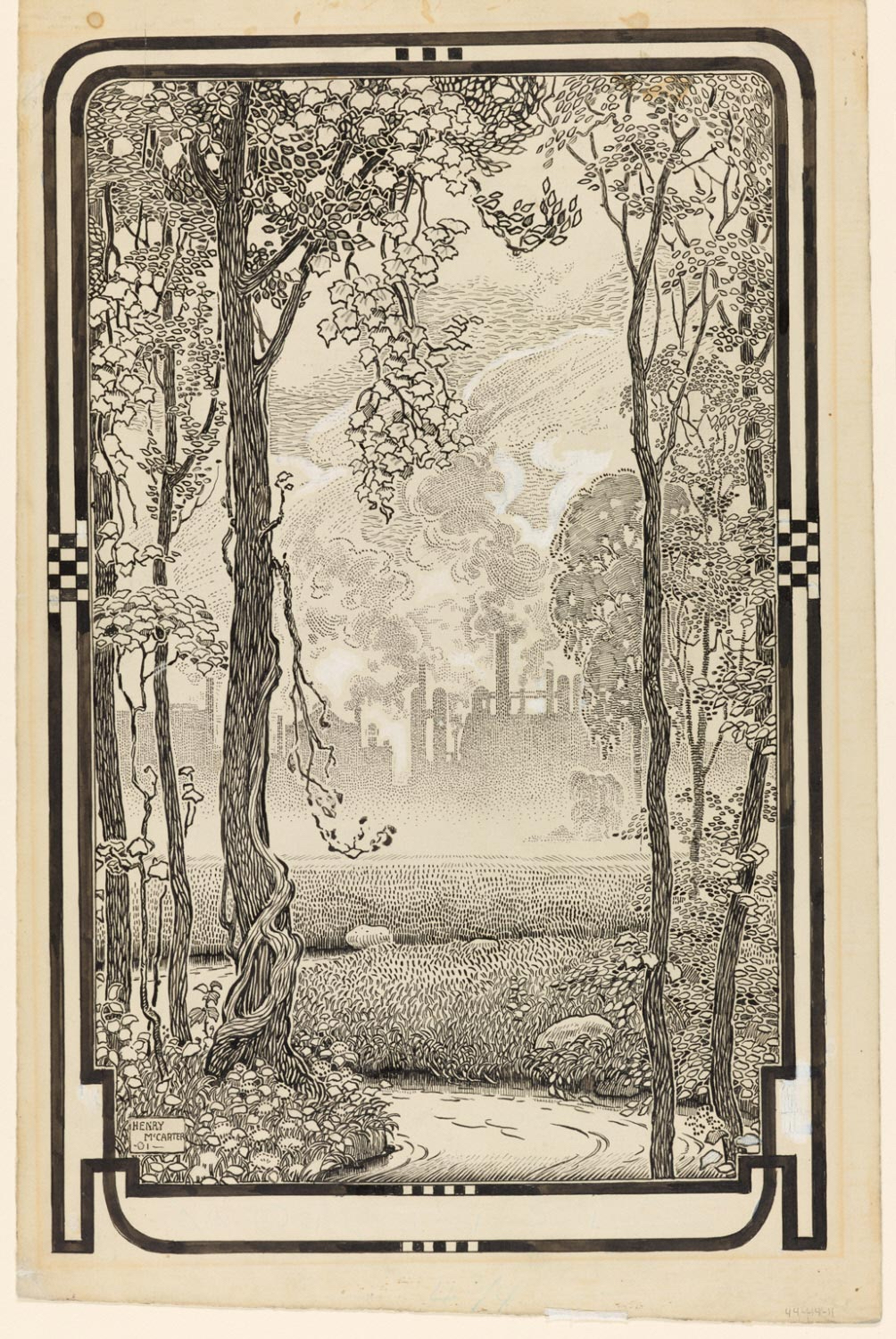
ペン画　(1901)